# Сиктях
Сиктях (якут. Сииктээх) — село в Булунском улусе Якутии России.
Административный центр и единственный населённый пункт сельского поселения Сиктяхский наслег.

## География
Село расположено за Северным полярным кругом, на левом берегу реки Лена, в 419 км к юго-западу от посёлка Тикси (административного центра Булунского улуса). Ближайший населённый пункт, Кюсюр, находится в 189 км.

## История
Село основано в 1934 году.

## Население
В 2010 году в селе проживало 287 человек (в 2002 году — 254 человек).

## История
Согласно Закону Республики Саха (Якутия) от 30 ноября 2004 года N 173-З N 353-III село возглавило образованное муниципальное образование Сиктяхский наслег.

## Население
| 1989 | 2002 | 2010 | 2012 | 2013 | 2014 | 2015 |
| ---- | ---- | ---- | ---- | ---- | ---- | ---- |
| 300  | ↘254 | ↗287 | ↗288 | ↗294 | ↗297 | ↘296 |
| 2016 | 2017 | 2018 | 2019 | 2020 | 2021 |      |
| ↗300 | ↘294 | ↘289 | ↘285 | ↘283 | ↘280 |      |

## Инфраструктура
Основу экономики составляют оленеводство, рыболовство и охотничий промысел.
В селе действует малокомплектная школа (введена в 1981 году), детский сад (введён в 1980 году), дом культуры (введён в 2000 году), фельдшерско-акушерский пункт (введён в 1960 году).